# В Сибирь (фильм)
«В Сибирь» (пол. Na Sybir) — польский немой чёрно-белый фильм, снятый в 1930 году режиссёром Генриком Шаро на киностудии «Кинетон-Сфинкс». В 1937 году фильм был озвучен.
Премьера состоялась 31 октября 1930 года.

## Сюжет
Период революции 1905 года. На польских землях разворачивается патриотическое движение. Среди бунтарей особой отвагой отличается революционер «Гриф» — Ричард Правдиц, влюблённый в графиню Рену Чарскую. После ареста царскими жандармами и суда, главный герой сослан в Сибирь. Графиня принимает решение отправиться вслед за любимым на каторгу…

## В ролях
- Адам Бродзиш — Ричард Правдиц
- Ядвига Смосарская — графиня Рена Чарская
- Мечислав Френкель — граф Юзеф Чарский, отец Рены
- Богуслав Самборский — жандармский полковник Серов
- Мира Зиминьская — Янка Мирская
- Евгениуш Бодо — рабочий
- Казимеж Юстян - шпик и другие.